# Blondie Chaplin
Blondie Chaplin (* 7. července 1951, Durban) je jihoafrický zpěvák a kytarista. V roce 1967 se stal členem kapely The Flames, v níž hrál také bubeník Ricky Fataar. V letech 1972 až 1973 byl členem americké kapely The Beach Boys, v níž hrál také Fataar. V roce 1977 vydala společnost Asylum Records jeho první sólové album s názvem Blondie Chaplin. Další sólovou desku Between Us vydal roku 2006. Během své kariéry spolupracoval s mnoha dalšími hudebníky, mezi něž patří například Paul Butterfield, David Johansen, Rick Danko, Joe Bonamassa a skupina The Rolling Stones.